# Rapssugare
Rapssugare (Eurydema oleracea) tillhör familjen bärfisar. Den kan orsaka skador på odlingar av till exempel kålrötter och rovor.

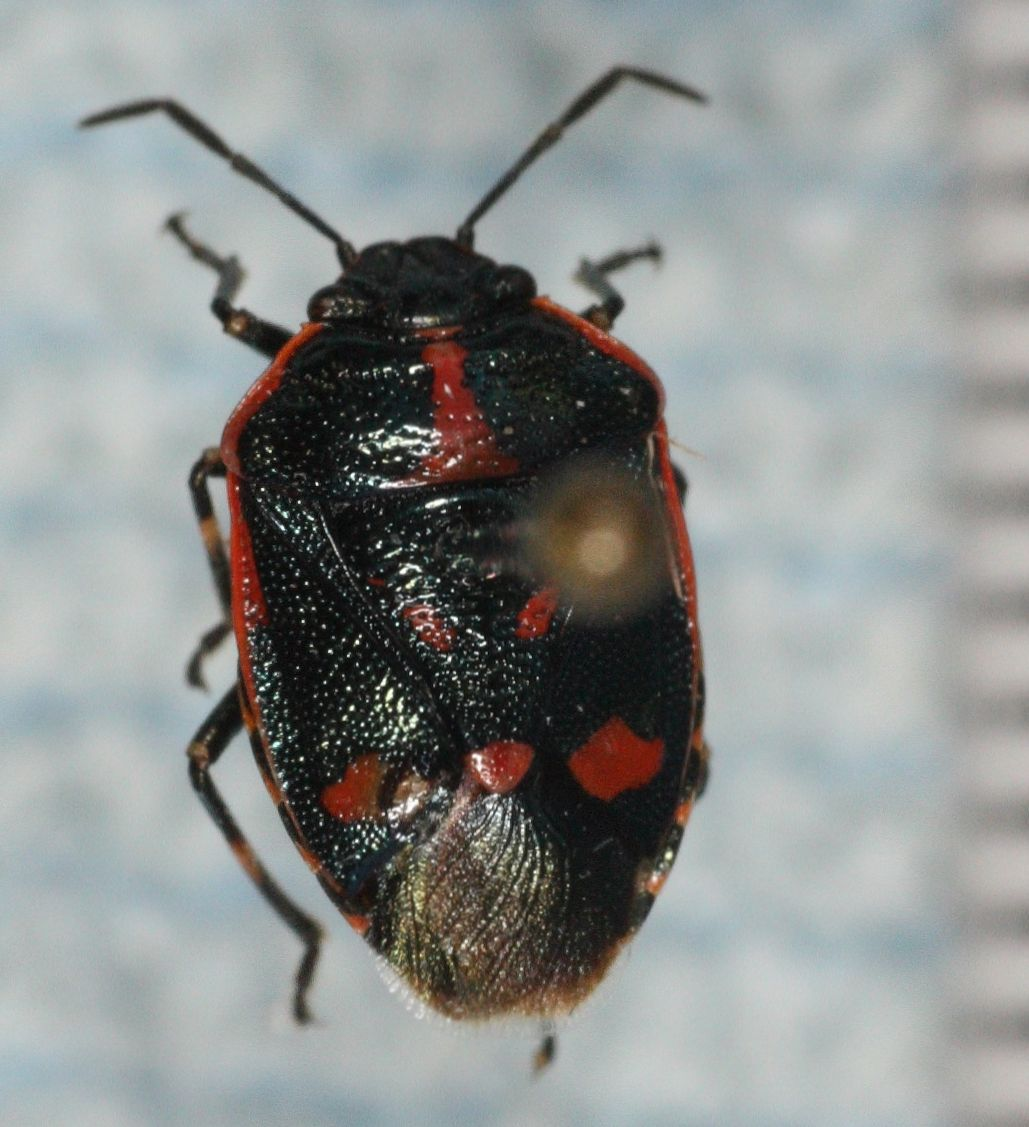
Färgvariant

## Kännetecken
Rapssugare har en längd på mellan 5 och 7 millimeter. Den har en mörk blå eller grön metallisk grundfärg och inslag av vita, gula eller röda fält. Färgen är mycket variabel och enskilda individer kan också ändra färg under sitt liv.

## Levnadssätt
Rapssugaren lever på korsblommiga växter och kan orsaka skador på odlingar av främst kålrötter och rovor. De lever på att suga saft på värdväxten, men de kan även ta små insekter som till exempel bladlöss. De fullvuxna djuren övervintrar i lövförna. De parar sig i maj eller juni. Därefter lägger honan 12 ägg i två rader på undersidan av blad. Larverna kan ses från slutet av maj till slutet av augusti. De genomgår fem larvstadier innan de blir fullvuxna. 

## Utbredning
Rapssugare finns i större delen av den palearktiska regionen. I Sverige saknas den bara i Norrbotten och i fjällen.